# Néprádió
A néprádió tömegesen forgalomba hozott, olcsó, korlátozott tudású és szolgáltatású, egyszerű kivitelű, jellemzően államilag támogatott árú rádióvevőkészülék. Funkcióját tekintve azonos, műszaki kialakításban azonban nagyban eltér az úgynevezett vezetékes rádiótól.

## Néprádiók a világban
Az 1930-as években az európai országok többségében megkezdték saját néprádió gyártását. Így többek között Svájc, Olaszország, Lengyelország, Ausztria, Nagy Britannia, Finnország, Norvégia, Hollandia, illetve kiemelten Németország, illetve a Szovjetunió is gyártott néprádiót.
Nagy Britanniában 1944 és 1945 között gyártották az Utility Radiot, Németországban több típusvariánsban az úgynevezett Volksempfängert, Olaszországban a látványos külsejű Balillat. A lehető legegyszerűbb, de hangolható a román Radio Popular által szovjet minta alapján gyártott Record S50A2, illetve a skálával sem rendelkező jugoszláv BU-357, vagy a csehszlovák Tesla T713. Gamal Abden-Nasszer egyiptomi elnök még az 1960-as évtized végén is indított néprádió-programot, ahol tranzisztoros zsebrádiókkal látta el a lakosság szegényebb rétegeit.

## Néprádiók Magyarországon
A politikai elit a rádiós hírközlésben a kezdetektől fogva a széleskörű tömegtájékoztatás és propaganda terjesztés egyik fontos eszközét látta. Az adótornyok hálózatának kiépítése mellett a vevőkészülékek kiskereskedelmére is komoly hatást gyakorolt az aktuális hatalom. A felsőbb osztályok számára elérhető iparművészeti remekműnek számító díszes favázú, magas színvonalú, több hullámsávos "világvevő" rádiókkal párhuzamosan a Horthy-korszakban 1939-től, a Rákosi-korszakban 1949-től gyártották a kisebb méretű, egyszerű tudású, olcsón megvásárolható néprádiókat.

### Az I. magyar néprádió program (1939-) – a „Horthy Néprádió”

#### Előzmények
Kapcsolódva az európai tendenciákhoz, hazánkban már az 1930-as évek elején felmerült egy olcsó, mindenki részére elérhető rádiókészülék igénye. A szakemberek az előfizetői létszám lassú emelkedésének egyik okát a drága készülékekben s a magas előfizetési díjban látták. A havidíj csökkentésének tervezésén kívül a hivatalos szervek nem tettek az ügy érdekében mást. A rádiógyárak is érezték egy olcsó néprádió szükségességét, s megpróbáltak forgalomba hozni egyszerű tudású, olcsó készülékeket. Ezek az akciók nem voltak képesek átütő sikert hozni, mert még ezek a készülékek is sokba kerültek a nagy létszámú, szegény társadalmi rétegeknek. 
Ilyen készüléknek számított a Philips 2515 népvevője, később az Árpád, az Orion 7016, és a 111-es típusa. A Telefunkennek is volt ilyen célzattal gyártott készüléke, melynek a neve is Népvevő volt.
Az áttörést a Magyar Rádió és Telefonhírmondó Rt. javaslata hozta, mely szerint a Rádió, a Posta, a rádiógyárak és az áramszolgáltatók álljanak össze és közösen finanszírozzanak egy olcsó népvevőt. A gondolat sikeresnek bizonyult, 1939. április 18-án a Kereskedelemügyi Minisztérium közreműködésével létrejött a szerződés az Orion, Philips, Telefunken, Standard rádiógyárak között húszezer darab Néprádió gyártására

#### Megjelenés

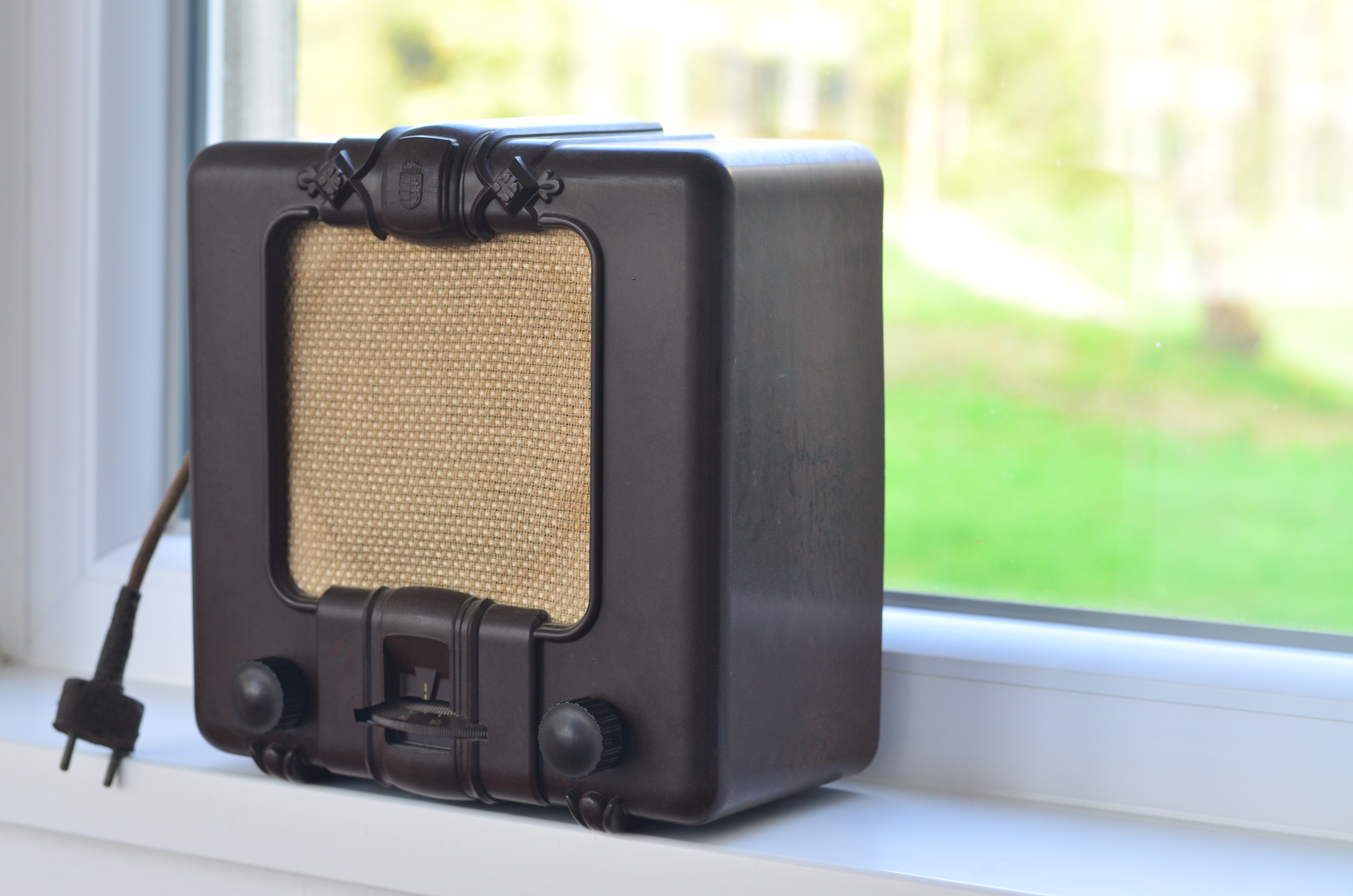
Philips 22V - "Horthy Néprádió"

A készülék 1939 őszén került a boltokba, önköltsége 57 pengő 30 fillér volt, az eladási ár 24 havi részletre 48 pengő. A különbözetet az államon keresztül a Posta, a Rádió és a villamos művek bevételeiből fedezték. A néprádiók propagálására félmillió pengőt fordítottak. Mivel az első húszezres széria hetek alatt elfogyott, 1940. január 31-én sor került a második, huszonötezer darabos sorozat szerződéskötésére. Összesen negyvenötezer darab készült a "Horthy Néprádióból". Az akció folytatására a háborús helyzet miatt már nem került sor. 
A "Horthy Néprádiót" azonos tartalommal és külalakkal az Orion, a Philips, a Standard és a Telefunken rádiógyárak gyártották. A Néprádió legjellegzetesebb része a magyaros stílusú motívumokkal és koronás címerrel díszített bakelitház. Ezt a formatervet a Magyar Philips Művek nyújtotta be, és az a Bozzay Dezső iparművész tervezte, aki akkortájt kezdett dolgozni a Philips számára. Az elbíráláskor a belső szerkezetre viszont a Telefunken javaslatát fogadták el, így az nagyban hasonlított a német Kleinempfangerhez. A Néprádió egyik tervezője az a Molnár János volt, aki rádiós témájú folyóirataival, írásaival, könyveivel a hazai rádiózás meghatározó alakjaként vált ismertté.  A VCL11-es elektroncsövet kifejezetten a népvevők céljaira konstruálták, s nálunk a Tungsram gyártotta a Néprádióhoz Az egyszerű kapcsolás jó vételkészséget biztosított a Néprádiónak, magas antennával, földeléssel jelentős számú középhullámú állomást vételére nyújtott lehetőséget.
Nem hivatalos nevét a korszak vezetőjéről, Horthy Miklósról kapta.

### A II. magyar néprádió program (1949-) – a „Rákosi Néprádió”

#### Előzmények
A II. világháború során a hazai rádiókészülékek jelentős része megsérült, megsemmisült. Ehhez hozzájárult a rádiókészülék-beszolgáltatások, illetve a harci cselekmények időszakában bekövetkezett legális- és illegális rekvirálások során keletkezett hiány is.

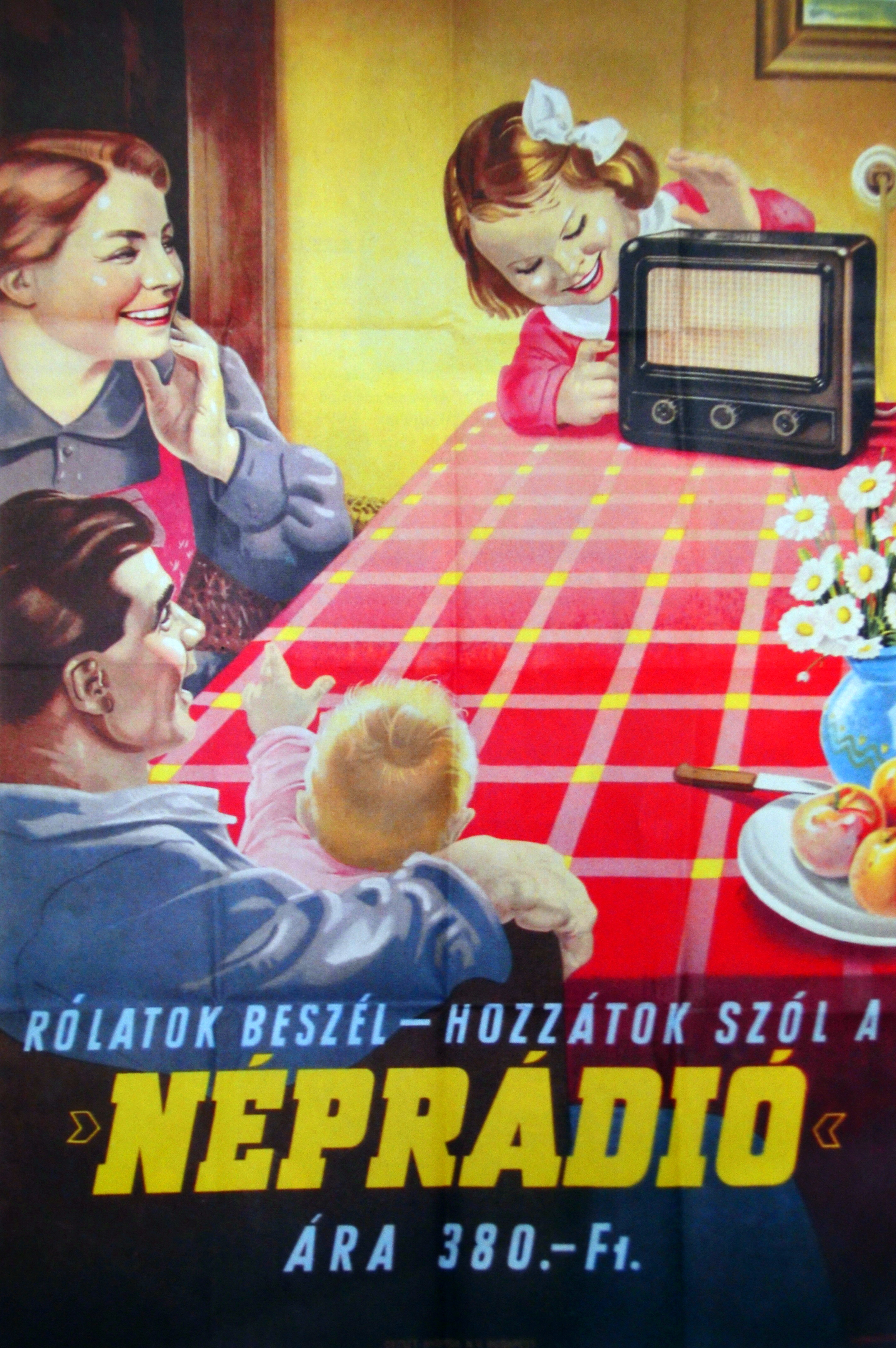
313-as Néprádió korabeli reklámplakátja

A Magyar Posta már 1946-ban foglalkozott a néprádió-kérdéssel, a Rádiótechnika című folyóiratban a nagyközönség is figyelemmel kísérte az ügyet. A Magyar Mérnökök és Technikusok Szabad Szakszervezete Híradástechnikai Szakosztálya 1947. június 16-án vitát rendezett a falurádió és a néprádió problémájáról. 1948-ban a Híradástechnikai Ipari Központ pályázatot írt ki, egy olcsó rádiókészülék gyártására. A megfogalmazott cél a szórakozás, oktatás, művelődés eljuttatása az olcsó Néprádión keresztül a széles néprétegek felé. 
Barta István villamosmérnök, rádiótervező 1948-ban az Orion-gyár műszaki igazgatója lett és tevékenyen közreműködött a néprádió megkonstruálásában.

#### Megjelenés

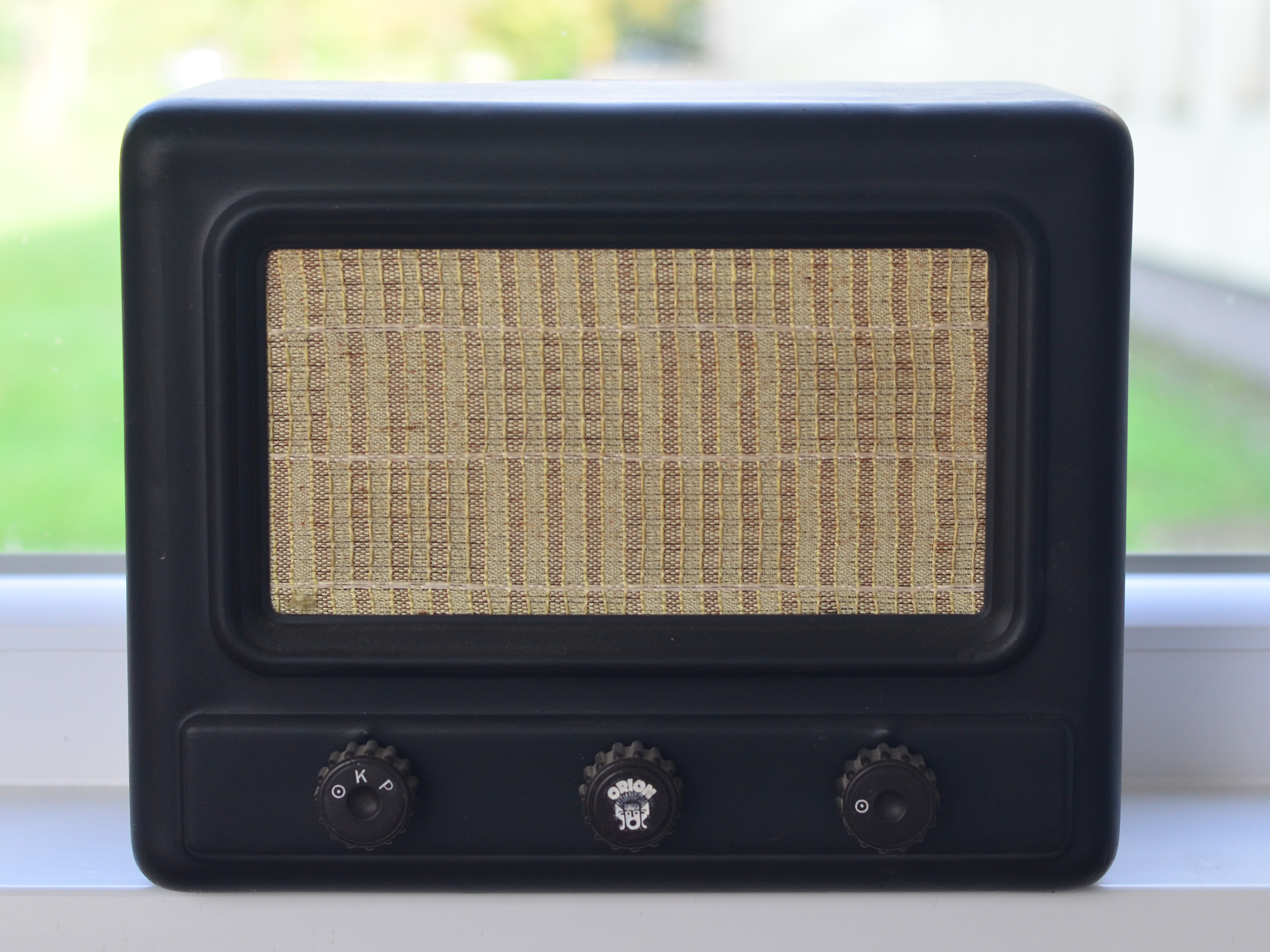
Orion 313 - alumínium dobozos "Rákosi Néprádió

1949. év végén kerültek forgalomba került az első 313-as típusszámú Néprádiók. A készüléket az Orion, a Philips, illetve ekkor a Szovjetunió birtokában lévő Siemens és Telefunken, illetve a RÁVA gyárak gyártották. Ez utóbbiak 1950-ben beszüntették a rádiógyártást. A Magyar Philips Művek 1949. év végi államosítása után még egy-két hónapig Philips, majd RÁVA néven (RÁVA = Rádió és Vákuumtechnika) gyártották a 313-ast a Philips gyártósorán addig, míg a rádiógyártást le nem választották a Magyar Philips Művektől. Ezt követően a Néprádiók gyártása végérvényesen átkerült az Orionhoz. A Néprádió konstrukciókból 1957-ig az Orion minden idők legnagyobb magyar sorozatát, félmillió darabot gyártott.

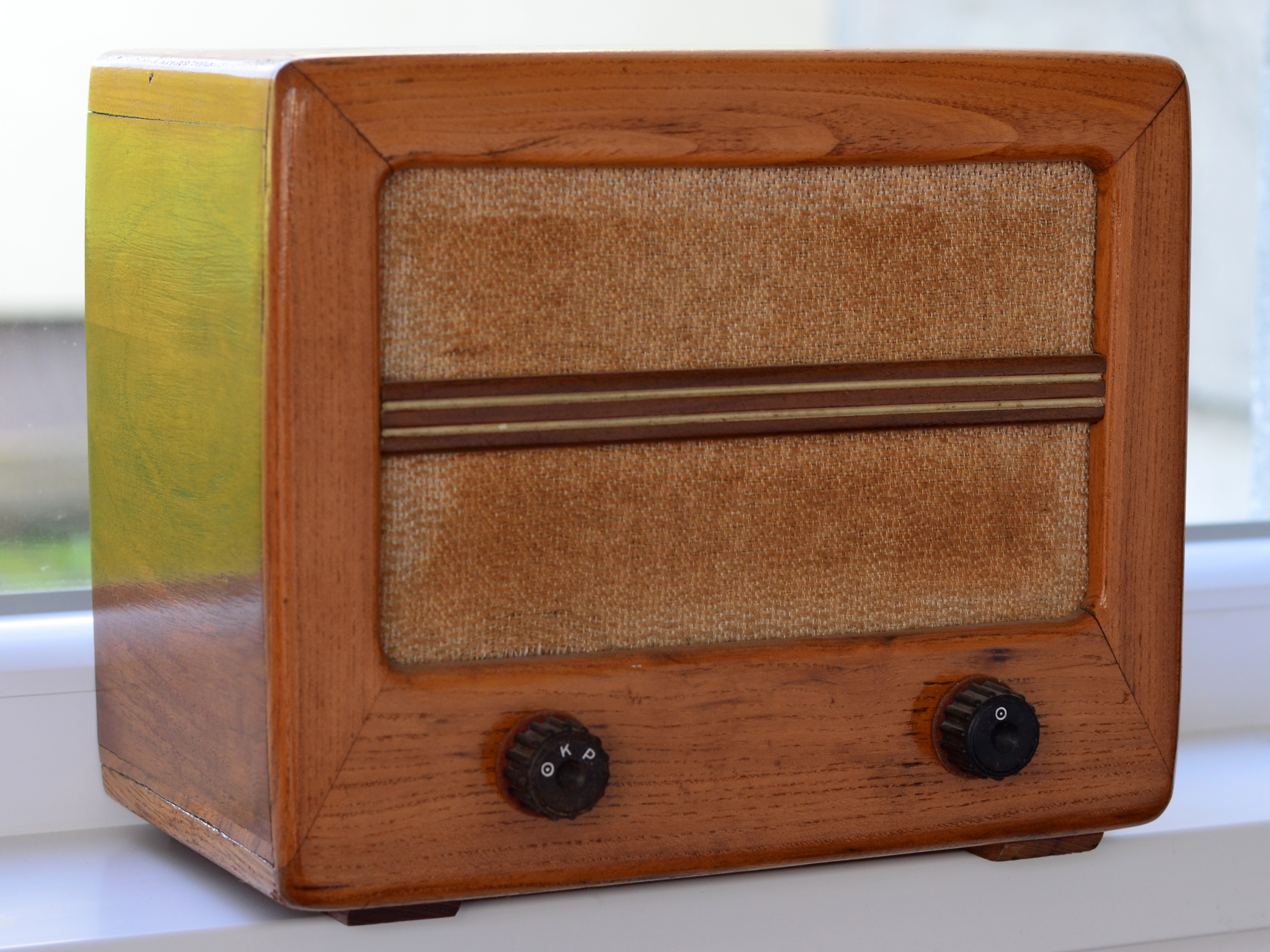
Orion 115A - fadobozos "Rákosi Néprádió"

Az Orion, Siemens, Telefunken és a Philips Néprádiók csak alumínium házzal készültek, a RÁVA fadobozba szerelte készülékeit. Korabeli leírások szerint az alumínium ház gyártása gazdaságosabb volt, mint a fakáva. Egy idő után azonban leálltak az alumínium ház gyártásával, ennek egyik oka az volt, hogy a fémburkolat érintésvédelmi, biztonságtechnikai szempontból nem felelt meg a szabványoknak.
A Néprádió államilag támogatott ára 380 Ft volt, s OKÁ-utalványra (Országos Központi Áruhiteliroda) 12 havi részletre lehetett megvásárolni. A Néprádió hosszú időn keresztül a beszolgáltatásban, munkaversenyben aktív dolgozók jutalmaként is megjelent.
A „Rákosi Néprádió” nem volt hangolható, csupán három, előre beállított frekvenciát volt képes venni. Ezek a Kossuth, Petőfi adók, illetve a helyi adó volt. Nem hivatalos nevét a korszak vezetőjéről, Rákosi Mátyásról kapta.

## Működése és felépítése
Az első német néprádió felépítése egy átalakításra vonatkozó leírásból tanulmányozható.  Az eredeti elektroncső foglalata az első szabványosított foglalattípusba tartozik: a kosaras foglalat – bakelitaljzat 3+5 érintkezővel – a harmincas években alakult ki. Ezt később a loktál (UCL21), majd a novál (ECL80) váltotta fel. Az átalakításnál alkalmazott VCL11 elektroncső egyetlen búrában tartalmazza a nagyfrekvenciás triódát és a hangfrekvenciás végerősítőként alkalmazott tetródát. A trióda audion kapcsolásban működik, így ellátja a demodulátor szerepét. A tetróda anódárama mágnesezi fel a hangszórót, amely eredetileg gerjesztett dinamikus hangszóró volt. Ezt a felújított készülékekben állandómágneses hangszóróval helyettesítik. Az elektroncső különlegessége a soros, közvetett fűtésű katód. A fűtőfeszültség semmilyen szabványnak nem felel meg, ezért előtétellenállással állítják be a fűtőáramot. A fűtőkör tartalmazza még a hálózati egyenirányítócső (VY2) fűtését is. A VCL11 kompakt felépítésű elektroncső; a tetróda a foglalaton helyezkedik el, a trióda koncentrikusan az elektroncső felső részén.  
A hivatkozásban található kapcsolási rajz jól mutatja a készülék bemenőkörét. Hangolt előkör, az előkör antennabemenetének csatolása az elektroncső magos impedanciájához a készülék szelektivitását szolgálja, nehogy más adót lehessen vele fogni. A szekunder kör két átkapcsolható tekercset tartalmaz, hogy két állomást is lehessen vele fogni. (Ez magyar változatban a Kossuth és a Petőfi Rádió közti átkapcsolást tette lehetővé.) A kapcsolási rajzon ezen kívül még a visszacsatoló tekercs is látható. Az első változat Németországban A Deutschlandsender wusterhauseni hosszúhullámú adója volt. Magyarország ehhez képest (1929) késésben volt; a magyar néprádiók a középhullámú sávra készültek (1935).

## Átalakított néprádiók

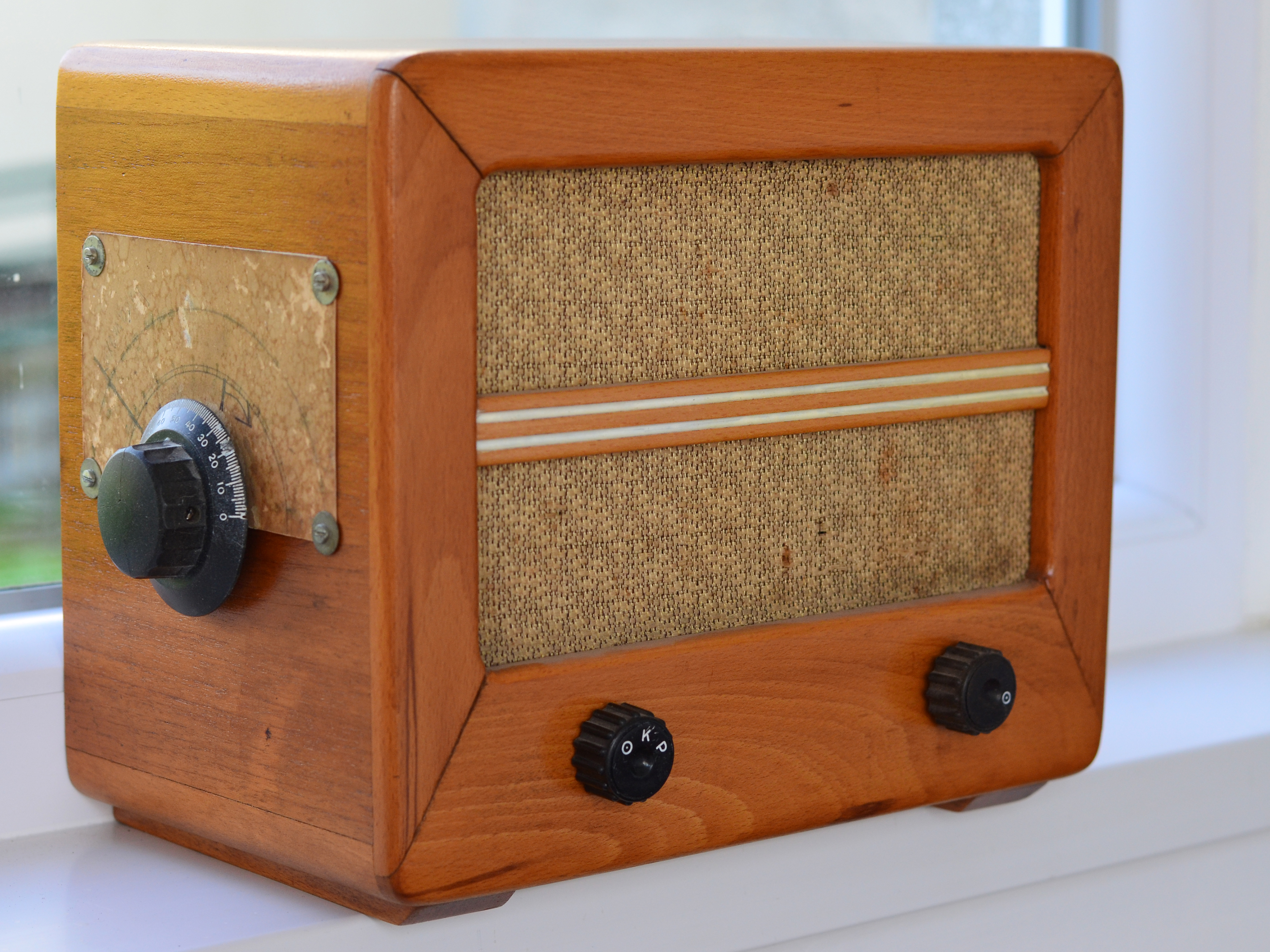
Házilag átalakított Néprádió

Ahogy a „Rákosi Néprádiók” megjelentek, az amatőr rádiósok és a rádiójavító kisiparosok körében azonnal megindult azok átalakítása hangolható, illetve kétsávos vevővé. Erre az adott lehetőséget, hogy a készülék érzékenysége és szelektivitása sokkal jobb volt annál, hogy az csak a helyi adók vételére korlátozódjék. Megszámlálhatatlan típusú és műszaki megoldású átalakítás történt, többnyire a modulátortekercsek helyére szereltek forgókondenzátort, erre építettek skálát, vagy egyszerűbb hangolásjelző mechanizmust.
A hatalom hozzáállása ezekhez az átalakításokhoz nem volt egységes. Volt, ahol elnézték, volt, ahol figyelmeztetés, volt, ahol büntetés járt érte. Ez abból adódott, hogy a Néprádiók kedvezményes fogyasztói ára az állami dotációnak volt köszönhető. Ez világvevő készülékekre nem járt, így az átalakító megkárosította a népgazdaságot azzal, hogy jogosulatlanul vett igénybe állami kedvezményt.

## A néprádiók mítosza
Mind a hazai, mind a külhoni közvélekedésben ismertek azok a vélemények, mely szerint a néprádió az elnyomás, az ideológia, a hatalmi propaganda terjesztésének, széles néptömegek tudatmódosításának az eszköze, létezése elsősorban ennek köszönhető. Ennek ellentmond az a tény, hogy bármely időszakban, bármely néprádiót használó országban – beleértve a náci Németországot, illetve a sztálini Szovjetuniót is – a néprádiókkal párhuzamosan széles körben, széles árfekvésben elérhetők voltak a világvevő készülékek is. Emellett néprádiókat demokratikus berendezkedésű országok is használtak. A néprádiók elterjesztése sokkal inkább tekinthető olyan népjóléti intézkedésnek, amely az addig a rádiózástól jövedelmi okok miatt elzárt rétegeket juttat vevőkészülékekhez, tesz rádióhallgatóvá, nem mellesleg rádió előfizetővé.

## Galéria

Magyar néprádiók
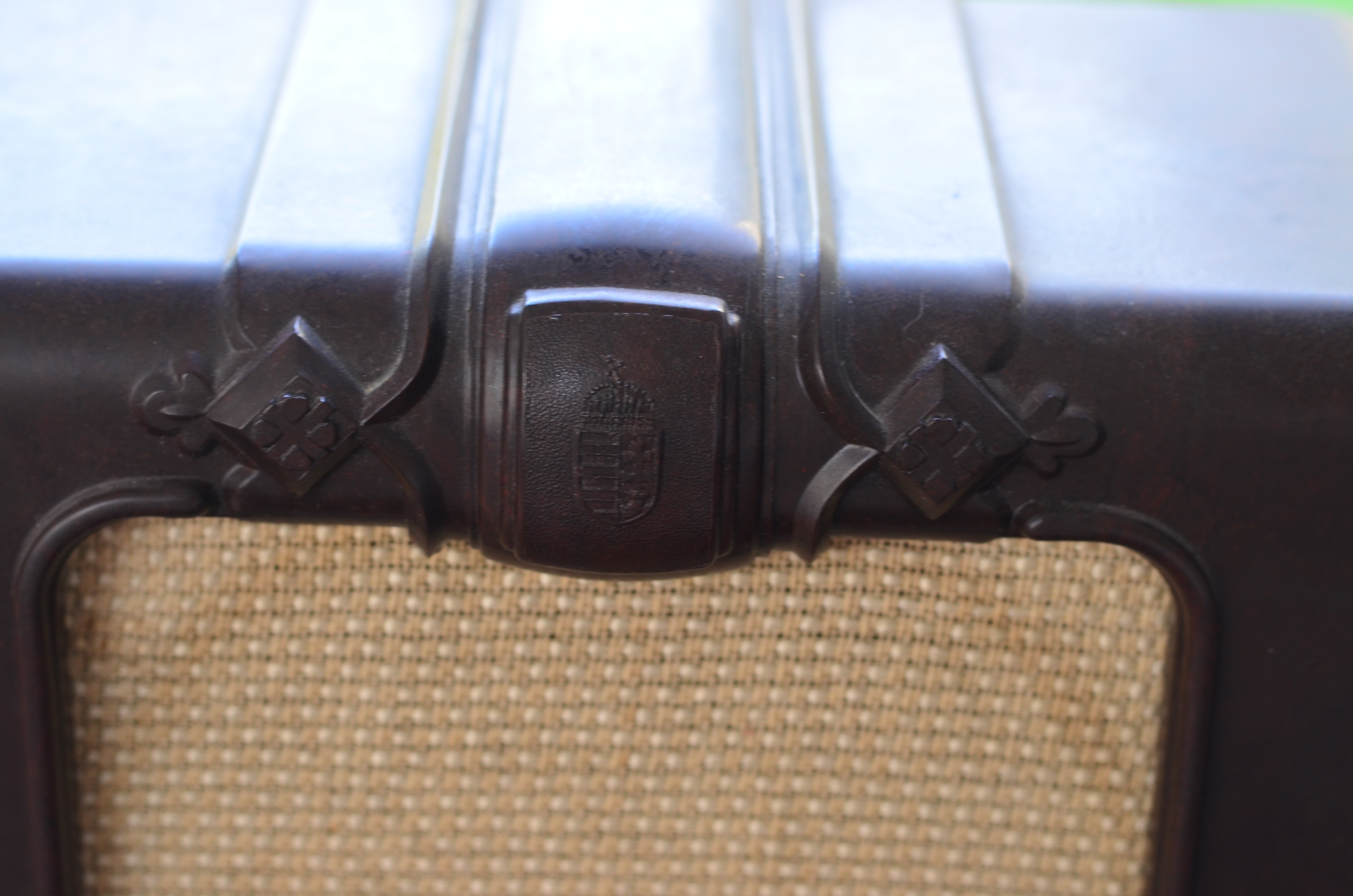
"Horthy Néprádió" címeres díszítése
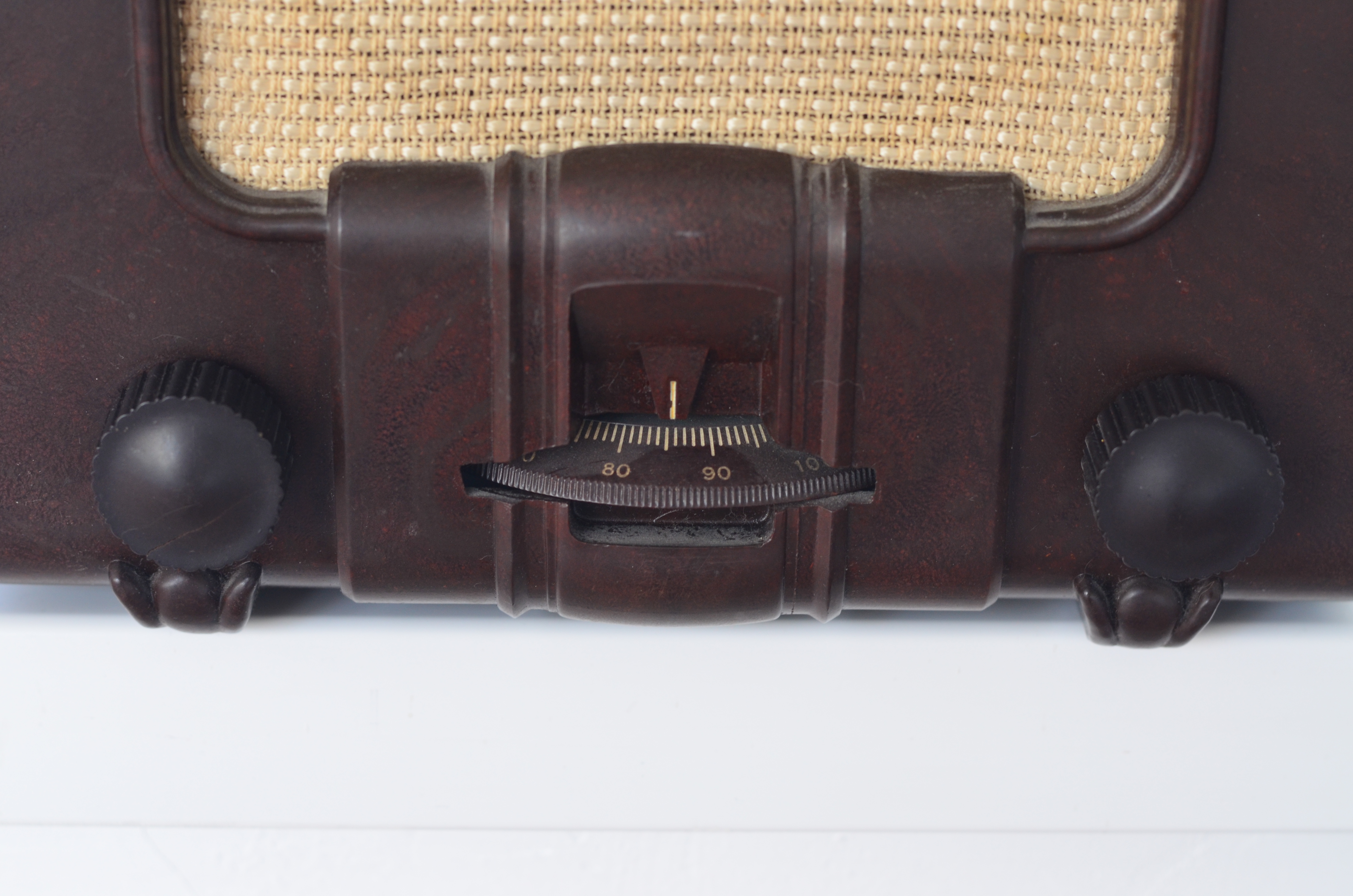
"Horthy Néprádió" hangoló skálája számjelölésekkel
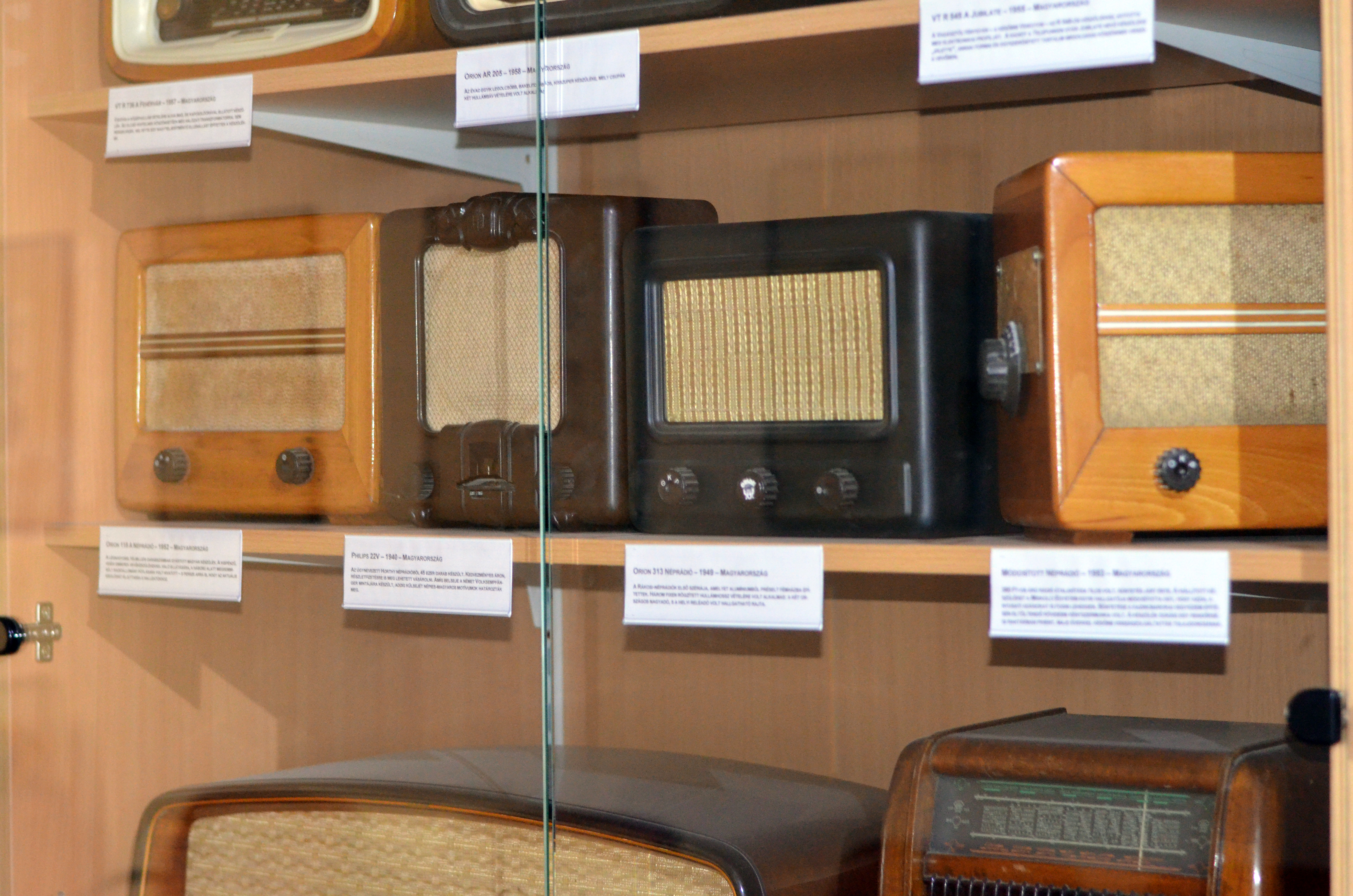
Néprádiók egy rádiókiállításon
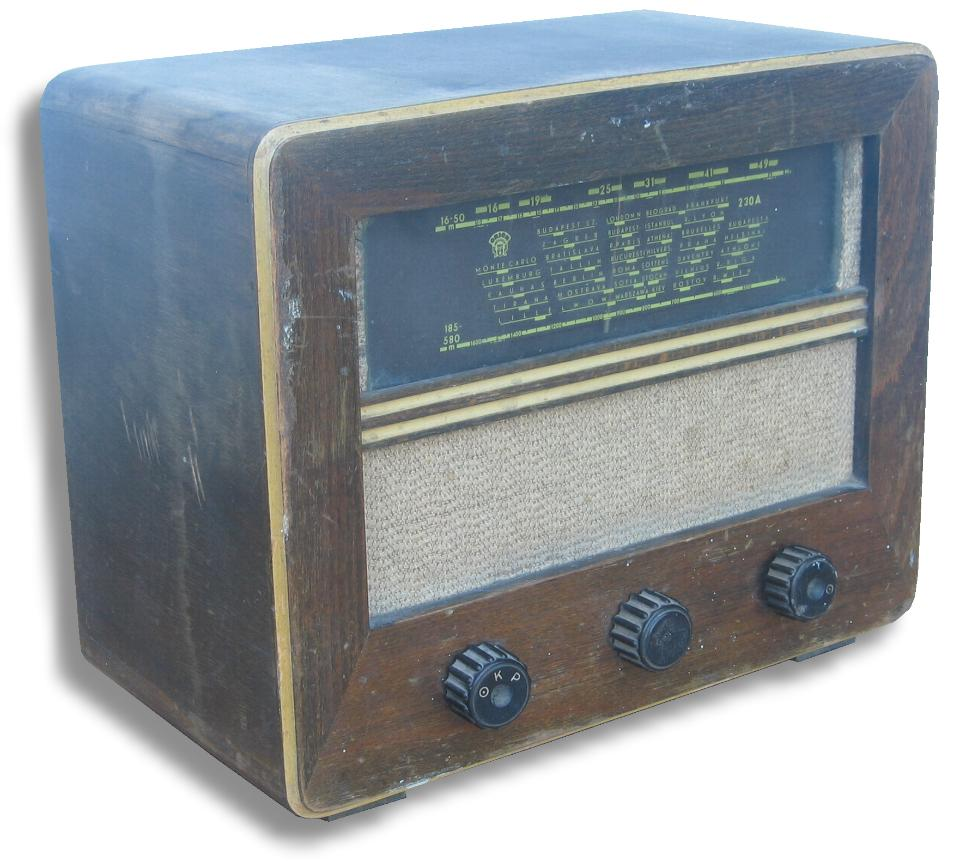
Házilag skálával ellátott Néprádió
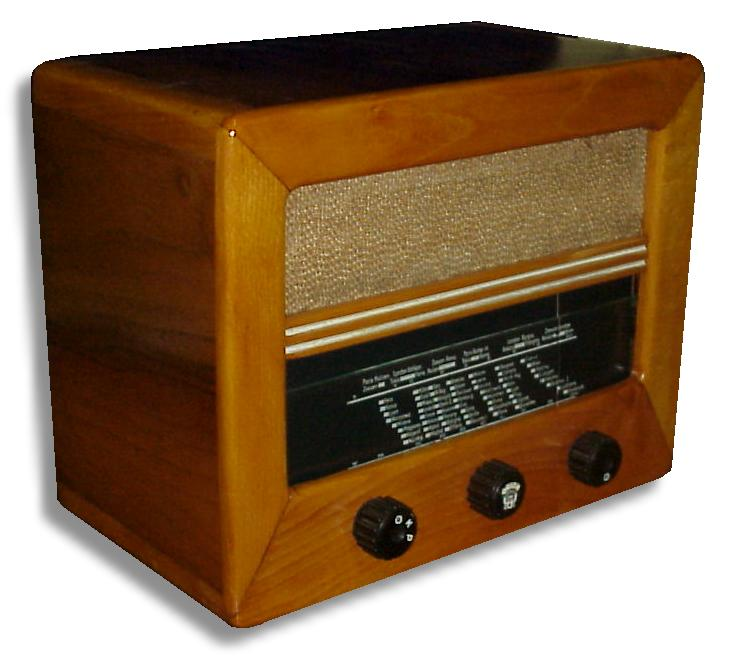
Skálával ellátott, "világvevővé" átalakított Néprádió
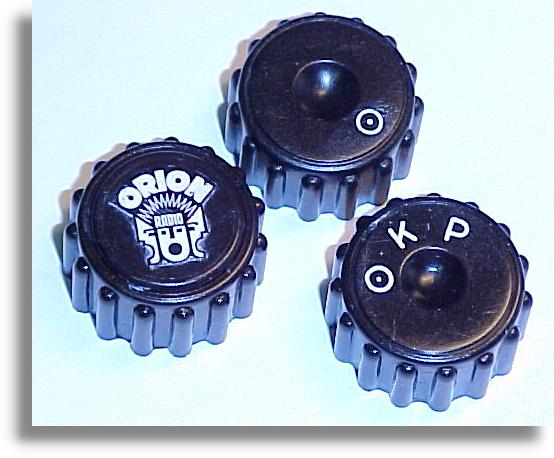
Orion gyártmányú "Rákosi Néprádió" kezelőgombjai
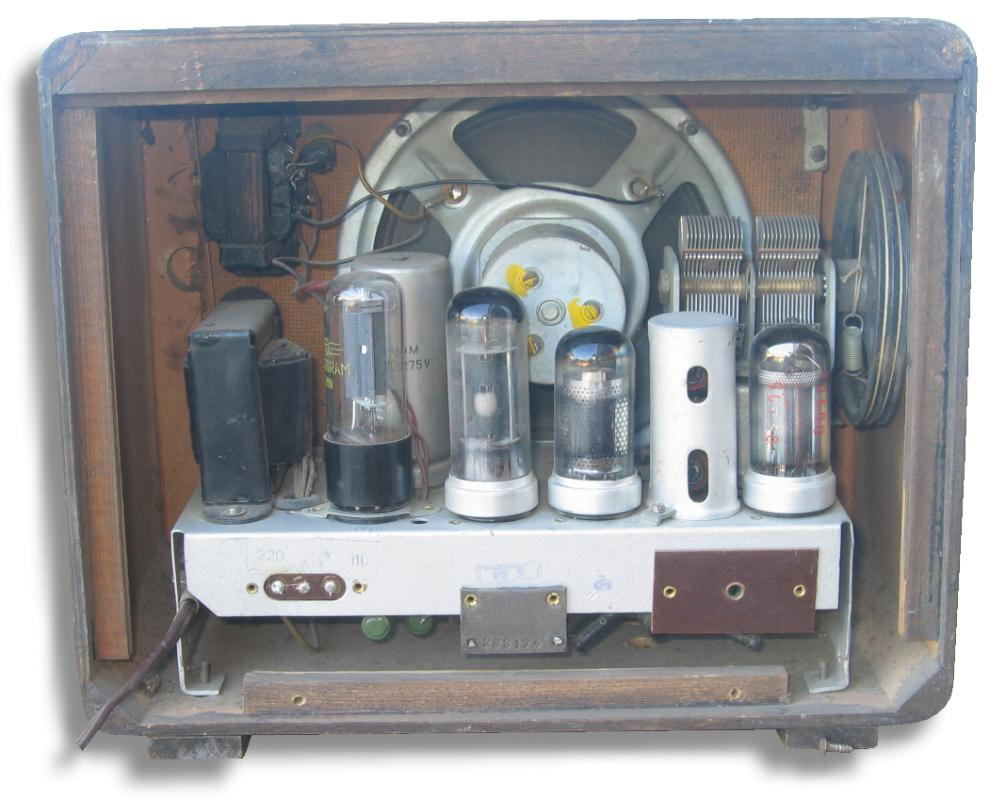
Átalakított Néprádió belső szerkezete, jobb oldalon az utólagosan beépített forgókondenzátorral.
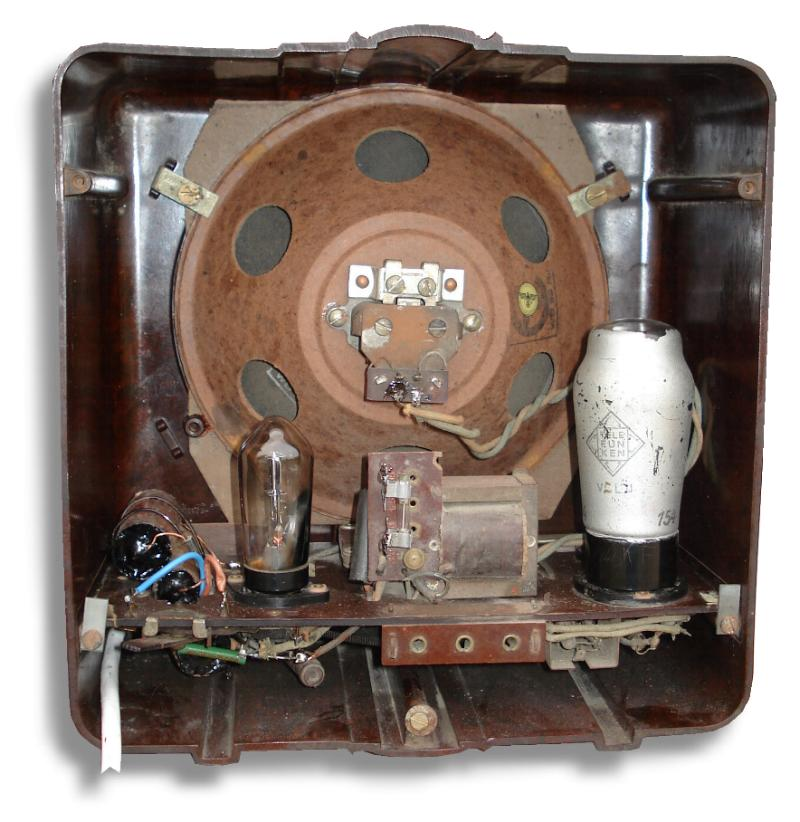
Philips 22V Néprádió belső szerkezete